# Wostok Öskemen
Der FK Wostok Öskemen (kasachisch: Восток Өскемен Футбол Клубы; russisch «Восток» Усть-Каменогорск – Wostok Ust-Kamenogorsk) war ein kasachischer Fußballverein aus der im Osten Kasachstans gelegenen Stadt Öskemen.

## Geschichte

### Sowjetische Meisterschaft
Der Verein wurde im Jahr 1963 gegründet. In der sowjetischen Meisterschaft spielte der Club meist in den untersten Ligen.

### Kasachische Meisterschaft
Seit der Unabhängigkeit Kasachstans 1991 spielte der Verein unterbrochen in der höchsten Spielklasse des Landes. Die beste Platzierung wurde in den Jahren 1997 und 1998 mit jeweils dem fünften Rang erzielt. 1994 konnte der erste große Erfolg auf der nationalen Ebene gefeiert werden, als im Finale des kasachischen Pokals der FK Aqtöbe mit 1:0 bezwungen wurde. Wostok Östemen war 2008 aufgrund eines verschobenen Spiels gegen Schachtjor Qaraghandy ans Tabellenende strafversetzt worden, durfte aber dennoch 2009 in der höchsten Liga mitspielen. Nach der Saison 2009 musste das Team aufgrund finanzieller Schwierigkeiten in die zweite kasachische Spielklasse absteigen und schaffte in der darauffolgenden Spielzeit den sofortigen Wiederaufstieg. Nach der enttäuschenden Saison 2011 folgte der erneute Absturz in die Zweitklassigkeit, allerdings wurde in der darauffolgenden Spielzeit der sofortige Wiederaufstieg geschafft.
Wegen finanzieller Schwierigkeiten und dem Ausbleiben sportlicher Erfolge wurde am Ende der Saison 2015 die Fusion von Wostok Öskemen und Spartak Semei zum neuen Verein FK Altai Semei verkündet.

Logo bis 2011

## Teilnahmen an AFC-Wettbewerben
Zum ersten Mal trat der Verein aus Öskemen bei dem Pokal der Pokalsieger in der Saison 1995/96 in Erscheinung. In der westasiatischen Gruppe wurde in der ersten Runde der kirgisische Vertreter Ak-Maral Tokmok bezwungen. In der zweiten Runde war die Mannschaft dem FC Bahman aus Iran nach einem 2:2-Heimunentschieden und anschließender 0:1-Auswärtsniederlage unterlegen.

## Stadion
Der Verein trug seine Heimspiele im 12.000 Zuschauer fassenden Wostok-Stadion aus, das im Jahre 1963 erbaut wurde.

## Erfolge
- Kasachischer Fußballpokal:
  - Sieger: 1994
  - Finalist: 1996, 1998/99
- Meister der Ersten Liga: 2010

## Bekannte ehemalige Spieler
| Kasachstan - Renat Abdulin (2002–2003, 2011) - Sergei Chischnitschenko (2008–2009) - Alexander Kirow (2005) - Maksim Samtschenko (1998–2000) - Murat Sujumaghambetow (2013) - Andrei Trawin (2001, 2008) | GUS - Otar Chisaneischwili (2011) - Serghei Rogaciov (2009) - Dsmitry Parchatscheu (2008) | Europa - Saša Dobrić (2011) | Afrika - Ebrima Sohna (2013) - Jimmy Mulisa (2011) | Amerika - Walter Moore (2013) - Ramón Sánchez (2013) - Radanfah Abu Bakr (2013) |